# Gaspard Koenig

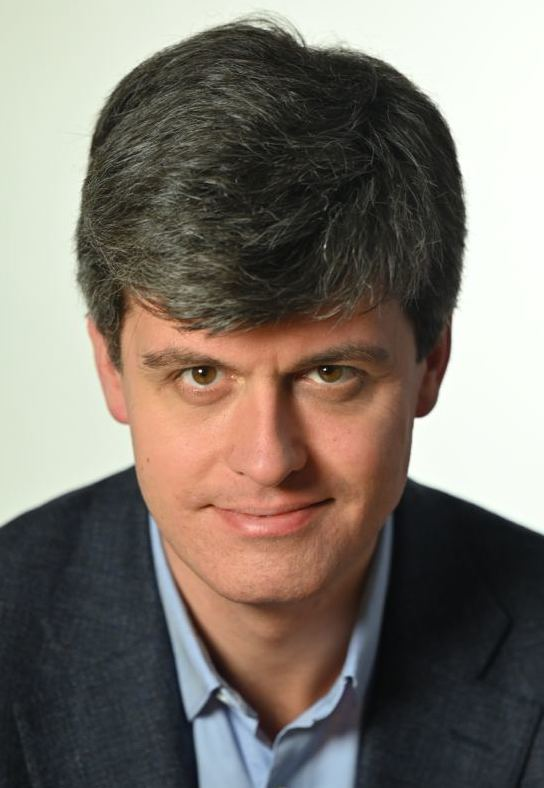
Gaspard Koenig (2022)

Gaspard Koenig, auch Gaspard Kœnig (* 1982), ist ein französischer Essayist, Romanautor und Philosoph sowie Präsident der Denkfabrik Génération Libre, die er 2013 ins Leben gerufen hat. Er gilt als Befürworter des Liberalismus.

## Leben
Gaspard Koenig ist der Sohn von Jean-Louis Hue, ehemaliger Redakteur des Magazine littéraire, und der Literaturkritikerin Anne-Marie Koenig. Nach dem Besuch des Lycée Henri-IV in Paris wurde Koenig 2002 in die École normale supérieure de Lyon aufgenommen, absolvierte ein einjähriges Universitätsaustauschjahr an der Columbia University in New York und erhielt 2004 die Lehrbefähigung (agrégation) für Philosophie.
Koenig hat zu Gilles Deleuze gearbeitet und zu epistemologischen Fragen. Während eines einjährigen Studiums an der Columbia University beschäftigte er sich mit der französischen liberalen Philosophie.
Er begann seine berufliche Laufbahn als Dozent für Philosophie an der Université Lille-III. Anschließend arbeitete er zwei Jahre lang im Büro von Wirtschaftsministerin Christine Lagarde, für die er auch Redenschreiber während ihrer Amtszeit als Finanzministerin war. 2009 wechselte er zur Europäischen Bank für Wiederaufbau und Entwicklung (EBWE) in London.
Im Juni 2012 trat er für die PLD (Parti libéral démocrate) an.
Er verließ den öffentlichen Dienst im Jahr 2013, um die Denkfabrik Génération Libre zu gründen, welche einen „liberalen Jakobinismus“ vertritt. Insbesondere setzt sie sich für ein bedingungsloses Grundeinkommen ein.
Seit 2018 unterrichtet er Philosophie und allgemeine Kultur an der SKEMA Business School und an der Sorbonne.
Gaspard Koenig verteidigt einen von den französischen Revolutionären inspirierten klassischen Liberalismus, in dem der Staat einen zentralen Platz einnimmt, und der sich als Mittel zur „Befreiung“ des Einzelnen von Bevormundung präsentiert. Dieser „liberale Jakobinismus“ wird in Koenigs Werk Le Révolutionnaire, l’Expert et le Geek theoretisiert.

## Auszeichnungen (Auswahl)
- 2023: Prix Interallié für Humus[6]

## Veröffentlichungen (Auswahl)
- Octave avait vingt ans, Roman, Grasset, 2004
- Un baiser à la russe, Roman, Grasset, 2006
- Les discrètes vertus de la corruption, Essay, Grasset, 2009
- Leçons de conduite, Essay, Grasset, 2011
- La nuit de la faillite, Roman, Grasset, 2013
- Leçons sur la philosophie de Gilles Deleuze, Ellipses, 2013
- Liber, un revenu de liberté pour tous (mit Marc de Basquiat), Essay, Éditions de l’onde, 2015
- Le révolutionnaire, l’expert et le geek, Plon, 2015
- Kidnapping, Roman, Grasset, 2016
- Les Aventuriers de la Liberté, Plon, 2016
- Time to Philo, Larousse, 2017
- Voyages d’un philosophe aux pays des libertés, éditions de l’Observatoire, 2018
- Humus, Roman, éditions de l’Observatoire, 2023

### Deutschsprachige Ausgaben
- Gaspard Kœnig: Das Ende des Individuums. Reise eines Philosophen in die Welt der Künstlichen Intelligenz. Aus dem Französischen von Tobias Roth. Galianai, Berlin 2021, ISBN 978-3-86971-233-8.
- Gaspard Kœnig: Mit Montaigne auf Reisen. Abenteuer eines Philosophen zu Pferde. Aus dem Französischen von Tobias Roth. Galianai, Berlin 2022, ISBN 978-3-86971-258-1.